# Юшуттур
Юшутту́р (рос. Юшуттур, марій. Ӱшӱттӱр) — присілок у складі Моркинського району Марій Ел, Росія. Входить до складу Себеусадського сільського поселення.

## Населення
Населення — 111 осіб (2010; 142 у 2002).
Національний склад (станом на 2002 рік):
- марі — 99 %